# Grginac
Grginac falu Horvátországban Belovár-Bilogora megyében. Közigazgatásilag Veliko Trojstvo községhez tartozik.

## Fekvése
Belovártól légvonalban 4, közúton 6 km-re északkeletre, községközpontjától 4 km-re délnyugatra, a Bilo-hegység nyugati lejtőin, a Bjelovacka- és Dobrovita-patakok közötti magaslaton fekszik.

## Története
A régészeti leletek tanúsága szerint területe már a középkorban is lakott volt. A tatárjárás pusztítása után a közelében földvárat emeltek, melyről a grginaci vasútállomástól 400 méterre, a Bellovacka-patak és a Lug nevű erdő között zajlott régészeti feltárások során nyertek bizonyságot. Régészeti lelőhelyek és főként kerámia leletek találhatók találhatók a területén több helyen, így Milan Grbačić grginaci udvarházánál, valamint Antun Remenarić, valamint M. és J. Grbačić földbirtokán, továbbá a Bjelovacka és Dobrovita patakok közén is. A térséget 16. század végén szállta meg a török. A török megszállás teljesen megváltoztatta az itteni táj képét. A lakosság legnagyobb része az ország biztonságosabb részeire menekült, másokat rabságba hurcoltak. Ezután ez a vidék több évtizedre lakatlanná vált.
A mai falu akkor keletkezett, amikor a török uralom után a 17. századtól a területre folyamatosan telepítették be a keresztény lakosságot. A település 1774-ben az első katonai felmérés térképén a falu „Dorf Gerginczi” néven szerepel. A település katonai közigazgatás idején a szentgyörgyi ezredhez tartozott. Lipszky János 1808-ban Budán kiadott repertóriumában „Gerginecz” néven szerepel.  
Nagy Lajos 1829-ben kiadott művében „Gerginecz” néven 10 házzal, 66 katolikus vallású lakossal találjuk.
A katonai közigazgatás megszüntetése után Magyar Királyságon belül Horvátország részeként, Belovár-Kőrös vármegye Belovári járásának része volt. 1857-ben 160, 1910-ben 337 lakosa volt. Az 1910-es népszámlálás szerint lakosságának 59%-a horvát, 35%-a szerb anyanyelvű volt. 1918-ban az új szerb-horvát-szlovén állam, majd később Jugoszlávia része lett. 1941 és 1945 között a németbarát Független Horvát Államhoz, majd a háború után a szocialista Jugoszláviához tartozott. 1991-től a független Horvátország része. 1991-ben lakosságának 75%-a horvát, 17%-a szerb nemzetiségű volt. 2011-ben a településnek 231 lakosa volt.

## Lakossága
| Lakosság változása | Lakosság változása | Lakosság változása | Lakosság változása | Lakosság változása | Lakosság változása | Lakosság változása | Lakosság változása | Lakosság változása | Lakosság változása | Lakosság változása | Lakosság változása | Lakosság változása | Lakosság változása | Lakosság változása | Lakosság változása |
| ------------------ | ------------------ | ------------------ | ------------------ | ------------------ | ------------------ | ------------------ | ------------------ | ------------------ | ------------------ | ------------------ | ------------------ | ------------------ | ------------------ | ------------------ | ------------------ |
| 1857               | 1869               | 1880               | 1890               | 1900               | 1910               | 1921               | 1931               | 1948               | 1953               | 1961               | 1971               | 1981               | 1991               | 2001               | 2011               |
| 160                | 189                | 219                | 284                | 306                | 337                | 347                | 376                | 331                | 278                | 275                | 248                | 237                | 286                | 273                | 231                |

## Nevezetességei
Középkori földvár maradványai a grginaci vasútállomástól 400 méterre, a Bellovacka-patak és a Lug nevű erdő között.

## Egyesületek
A település önkéntes tűzoltóegyletét 2005-ben alapították.